# Susana Martinez
Susana Martinez (El Paso (Texas), 14 juli 1959) is een Amerikaans politicus van de Republikeinse Partij.
Martinez stelde zich in 2010 kandidaat om gouverneur van de staat New Mexico te worden. Bij de gouverneursverkiezing versloeg zij haar Democratische tegenstander Diane Denish en werd zodoende de eerste vrouwelijke gouverneur in de geschiedenis van de staat. Op 1 januari 2011 trad Martinez aan en in 2014 werd ze herkozen voor een tweede termijn. In 2018 mocht ze zich na twee termijnen niet nogmaals verkiesbaar stellen. Zij werd op 1 januari 2019 opgevolgd door de Democrate Michelle Lujan Grisham.